# 海上鋼琴師
《海上鋼琴師》（義大利語：La leggenda del pianista sull'oceano）是一部意大利電影，由蒂姆·羅斯主演，朱賽普·托耐特執導，是其導演的第一部英語電影。電影是由亞歷山卓·巴利科1994年的劇場文本《1900：獨白》所改編而成。

## 劇情
來自新奥爾良的小號手Max在生活窮困潦倒時走入了一家樂器店，打算賣掉自己帶着演奏了十幾年的康恩牌小號。在Max央求最后演奏一次與小號做個道别時，老板聽出這首曲子竟然跟自己剛修復、藏在二手鋼琴裏的一張破爛唱片所收錄的曲子一模一樣，便詢問起這首曲子的由來，從而引出了這位終其一生只在海上演奏、名叫1900的天才鋼琴師的傳奇人生。
時值1900年元旦，一名男嬰被遺棄在往返歐洲與美國的蒸汽客輪維吉尼亞號的宴會廳鋼琴上，並被安置於一個寫著「T.D. Lemon」的木箱中，偶然被船上的鍋爐工丹尼·布曼（Danny Boodman）發現。丹尼把他當作自己的親生子撫養，並為他取名—丹尼·布曼·TD·萊蒙·1900。
1900漸漸長大，期間由丹尼教授他認字讀寫及各種知識，這後來影響着1900的一生及他的世界觀，而這艘堪比泰坦尼克號的郵輪也自然成了他出生以來的家，船員就像他的家人。丹尼在一次工作中意外傷重不治身亡，1900再次成為孤兒。原本1900要被送去孤兒院，但在船上躲藏了七天後大人們一無所獲便沒有後着。一天深夜，船上的乘客被從上層甲板宴會廳傳來的鋼琴聲所吵醒，眾人循聲尋找，原來是1900正在無師自通地彈奏美妙旋律，後來船長讓他繼續留在船上，成為一名在維吉尼亞號上演奏的鋼琴師。
一直到1900長大成人，他也從來沒有下過船。
Max是位很有天分的小號手，因一次機緣進入維吉尼亞號的樂隊演奏，深深為1900的才華所折服，並與1900成為了知己。他多次勸說1900下船去開展全新的人生，但均以失敗告終。1900告訴Max，陸上的人總是追逐遙遠且虛無縹緲的夢想，因此他並不羨慕陸上的生活。
爵士樂創始人傑利·羅爾·莫頓聽說1900能把十種爵士樂混合在一起彈奏後，便決意與之一較高下，想要藉此提高自己的聲望。面對這種敵手，天真又無慾無求的1900給足了面子，起初並未拿出真本事，但由於傑利的一再威逼，1900最終以精湛的琴藝震撼了全場聽眾。
一天下午，在唱片發行商為聲名大噪的1900灌錄唱片之時，坐在鋼琴前的1900望著窗外一名美麗的女子，被她深深迷倒了，便將傾慕之情灌注在琴聲中。1900一心只想將琴聲送給該名女子，於是搶走剛錄好的唱片希望讓她收下，但是又無法當面表達愛意，在他鼓起勇氣搭話時女子已經要下船了。1900十分渴望再見到那名女子，於是他為了愛情，和那他在乘客口中聽說過、在夢中到過、卻從未真正接觸的世界，決定下船踏足陌生的陸地，但當他站在甲板與陸地之間的長梯望向高樓密佈的大都市時，他的心意再次改變了，默然轉身回到甲板上，從此沒有再提起要下船的事。這是1900生命中唯一一次嘗試接近陸地。
幾年後Max下船了，不久後第二次世界大戰爆發，維吉尼亞號成了一艘醫療船。戰爭結束後，維吉尼亞號因年久失修即將被炸毀棄置，Max聽說後急忙趕往碼頭阻止工人繼續搬運炸藥至船上，因為他堅信他的朋友還在裡面。Max不顧危險登上了船，找到了1900，並試圖說服他一起下船。但是1900坦言無法面對在陸上生活的無限抉擇，陸地對他來說，「是艘太大的船、美得過分的美人、過於濃烈的香水」，所以他選擇繼續留在船上。他回憶道，就算是在戰時，沒人跳舞了，即使到處砲聲隆隆，他仍然繼續待在船上彈自己的琴。1900認為只有在船上有限的空間才能創作屬於他無限的音樂，為無數來往船上的人彈奏夢想，相反他無法接受陸地的無限廣大，也難以離開一直以來唯一的家。畢竟他「不為誰存在過」，Max是少數的例外，若他非得離開郵輪，他寧可離開他的生命，那他至少可祈願在天上永恆演奏他的音樂。
最後，船在海中央爆炸，1900也與維吉尼亞號一同葬身大海。
聽畢1900的故事後，樂器店老闆把小號送回給Max，因為一個令人感動的故事比小號值錢多了，着他好好保存，便望著Max的身影漸漸消失於都市之中。

## 登場人物
- 提姆·羅斯（Tim Roth）飾演 丹尼·布曼·TD·萊蒙·1900（Danny Boodman T.D. Lemon Nineteen Hundred）
  - 柯里·巴克（Cory Buck）飾演 8歲的1900
- 普魯特・泰勒・文斯（英语：Pruitt Taylor Vince）飾演 麥克斯·圖尼（Max Tooney）
- 普梅蘭妮·蒂埃裏（英语：Mélanie Thierry）飾演 女孩
- 比爾·努恩（英语：Bill Nunn）飾演 丹尼·布曼（Danny Boodmann）
- 克蘭倫斯·威廉斯三世（英语：Clarence_Williams_III）飾演 傑利·羅爾·莫頓（Jelly Roll Morton）
- 皮特·沃恩（英语：Peter Vaughan）飾演 樂器店老闆（Pops）
- 希思科特·威廉斯（英语：Heathcote Williams）飾演 郵輪上的醫師
- 加布里埃爾·拉維亞（英语：Gabriele Lavia）飾演 農民（女孩父親）
- 哈里·迪森（Harry Ditson）飾演 船長

## 電影原聲
| 曲序 | 曲目                                         | 时长 |
| ---- | -------------------------------------------- | ---- |
| 1.   | Playing Love                                 | 4:42 |
| 2.   | The Legend Of The Pianist On The Ocean       | 8:08 |
| 3.   | The Crisis                                   | 2:49 |
| 4.   | Peacherine Rag                               | 2:41 |
| 5.   | A Goodbye To Friends                         | 2:37 |
| 6.   | Study For Three Hands                        | 1:30 |
| 7.   | Tarantella In 3rd Class                      | 1:32 |
| 8.   | Enduring Movement                            | 1:30 |
| 9.   | Police                                       | 0:52 |
| 10.  | Trailer                                      | 1:42 |
| 11.  | Thanks Danny                                 | 3:28 |
| 12.  | A Mozart Reincarnated                        | 2:02 |
| 13.  | Child                                        | 2:48 |
| 14.  | Magic Waltz                                  | 2:34 |
| 15.  | The Goodbye Between Nineteen Hundred And Max | 3:46 |
| 16.  | Goodbye Duet                                 | 2:36 |
| 17.  | Nineteen Hundred's Madness N.1               | 2:18 |
| 18.  | Danny's Blues                                | 2:13 |
| 19.  | Second Crisis                                | 2:07 |
| 20.  | The Crave                                    | 1:50 |
| 21.  | Nocturne With No Moon                        | 2:45 |
| 22.  | Before The End                               | 1:14 |
| 23.  | Playing Love                                 | 3:06 |
| 24.  | Ships And Snow                               | 2:32 |
| 25.  | Nineteen Hundred's Madness N.2               | 1:51 |
| 26.  | I Can And Then                               | 2:21 |
| 27.  | Silent Goodbye                               | 1:40 |
| 28.  | Portraits                                    | 4:01 |
| 29.  | Lost Boys Calling                            | 5:19 |

## 榮譽
- 1999年第43屆意大利電影金像獎 學者評審團大獎、最佳導演、最佳攝影、最佳服裝設計、最佳音樂、最佳美術設計，最佳影片（提名）、最佳編劇（提名）、最佳剪輯（提名）
- 1999年第12屆歐洲電影獎最佳攝影
- 2000年第57屆美國金球獎最佳電影配樂
- 2014年第4屆北京國際電影節國外展映單元提名

## 票房
美國當年票房為25.91萬美元。4K數位修復版於2019年11月15日在中國大陸上映，收穫1.43億人民幣票房。

## 外部鏈接
- 互联网电影数据库（IMDb）上《海上鋼琴師》的资料（英文）
- 豆瓣电影上《海上鋼琴師》的資料 （简体中文）